# Nelson Bermúdez
Nelson Bermúdez (Caracas, circa 1978/1979) is een Venezolaans beeldhouwer. Hij staat bekend om het maken van beelden van bekende mensen.

## Biografie
Nelson Bermúdez werd in circa 1978/1979 geboren. Hij zette het bedrijf van zijn vader voort, genaamd Esculturas Bermúdez C.A. Zijn vader was hoogleraar in het kunstonderwijs. Hij leerde het vak van hem zonder verdere artistieke opleiding te volgen. Hij woont in de wijk Propatria in Caracas, waar hij ook werd geboren. Door een advertentie van zijn bedrijf in de Gouden Gids werd hij voor het eerst gevonden voor een opdracht van de Venezolaanse regering. Rond 2007 werd hij in zijn bedrijf ondersteund door vijf mensen: zijn vrouw, zijn zoon en drie assistenten.
Hij maakte vele honderden klein beeldjes die onder meer dienen als geschenk. Maar hij maakt ook levensgrote beeldhouwwerken, bijvoorbeeld een serie voor de Paseo de los Insignes aan de Avenida Bolívar in Caracas. In 2007 werkte hij aan het achtste beeld daar, over Martin Luther King, die met subsidie van de Andesgemeenschap tot stand kwam. Het maken van een beeld kan omgerekend meer dan honderdduizend euro bedragen.
Andere beelden van zijn hand waren van de Zuid-Amerikaanse revolutionairen als Agustín Farabundo Martí en Augusto César Sandino. Voor het ministerie van grondstoffen maakte hij het beeldhouwwerk Chavéz Minero dat in 2019 werd onthuld. Dit is een beeld van voormalig president Hugo Chávez met een staaf goud in zijn hand, schouder aan schouder met een mijnbouwwerker met een houweel in zijn hand. Het beeld eert het belang van Chávez voor de mijnbouwsector.
Ook maakte hij beeldhouwwerken in opdracht van diplomatieke posten. Ambassadeur Rodrigo Oswaldo Chaves Samudio onthulde in Griekenland medio 2010 Bermúdez' beeld van Francisco de Miranda, die daar 224 jaar eerder voet aan wal zette. In 2016 werd in het Venezolaans Instituut voor Cultuur en Samenwerking in Suriname, gelieerd aan de Venezolaanse ambassade, een borstbeeld van Hugo Chávez van Bermudez onthuld.